# Christopher Latham
Christopher Latham (Bolton, Gran Manchester, 6 de febrer de 1994) és un ciclista anglès professional des del 2015. Combina la carretera amb la pista

## Palmarès en ruta
- 2015
  - 1r a la Beaumont Trophy
- 2016
  - Vencedor d'una etapa a l'Olympia's Tour

## Palmarès en pista
- 2014
  -  Campió del Regne Unit en Persecució per equips
- 2015
  -  Campió d'Europa sub-23 en Persecució per equips (amb Oliver Wood, Germain Burton i Matthew Gibson)